# Eremo di Santa Maria ad Martyres
L'eremo di Santa Maria ad Martyres, conosciuto anche come  Rupecava, è un complesso monastico agostinano fondato nel 1214 e situato sulle colline di Ripafratta nel comune di San Giuliano Terme, in provincia di Pisa, nel territorio dell'arcidiocesi di Pisa.
È luogo di culto e di devozione mariana.

## Storia
Secondo la tradizione l'eremita Guglielmo di Malavalle edificò una dimora solitaria, che più tardi sarebbe diventata l'attuale eremo, sopra un luogo di tradizione pagana. Si ritiene che l'eremo di Santa Maria ad Martyres sia il più antico eremo del monte Pisano. Primi insediamenti di eremiti sono riportati già nel IV secolo.
Consacrato nel 1214, l'eremo di Rupecava era uno dei numerosi insediamenti eremitici che nel medioevo costellavano il monte Pisano.
Nel 1749 a Rupecava si trovava ancora una comunità di frati agostiniani tra i quattro e i sei religiosi. In quell'anno, il generale dell'Ordine agostiniano chiese al reggente di Toscana di poter sopprimere il convento, per trasferirne i beni a quello di San Nicola, in Pisa. Il governo dell'epoca dette l'assenso e il monastero di Rupecava fu soppresso. Rimasero soltanto un padre, Luigi Cervelli, e un fratello laico, a svolgere le funzioni religiose per la gente della Romagna, frazione di Molina di Quosa. Nel 1801, i frati del convento di San Nicola vendettero Rupecava e il podere annesso ai Roncioni, ottenendone in cambio una grossa somma di denaro e un appezzamento di terreno presso il Castello di Ripafratta. Vendendo il convento, lasciarono gratuitamente la chiesa di Rupecava ai Roncioni, perché la custodissero e la mantenessero.
Fino alla metà dell'Ottocento il convento è stato abitato da un eremita. Alla sua morte, è rimasto completamente disabitato.
Dopo un periodo di abbandono, negli anni '70 del 1900 la chiesa ha subito un intervento di restauro da parte dei privati che ne erano entrati in possesso. Negli anni successivi, però, convento e chiesa sono stati sempre più oggetto di atti vandalici e sacrileghi, che hanno portato l'intero complesso in uno stato di rovina. L'Eremo resta ad oggi di proprietà privata.

## L'eremo
Il complesso si articola intorno ad una serie di grotte naturali.
Qui si svilupparono la chiesa dedicata a santa Maria, ad unica navata, e due costruzioni monastiche. La prima grotta si trova davanti all'ingresso dell'eremo ed era usata prima come refettorio dei monaci e poi come deposito per il grano. La seconda, chiamata Grotta della Goccia, conserva al suo interno un tabernacolo artistico, che conteneva statue in terracotta del secolo XVII raffiguranti la Madonna fra due Santi. La tradizione attribuisce poteri curativi alle gocce d'acqua che cadono dalla volta rocciosa.
L'abbandono e i numerosi e ripetuti atti di vandalismo, che perdurano tuttora, hanno quasi cancellato la struttura dell'Eremo. Oggi resta soltanto la piccola chiesa di Santa Maria (in rovina), con un altare del 1735, un angolo di mosaico sul pavimento e alcuni lacerti di affreschi risalenti al XVI secolo. Del convento rimangono solo ruderi.

## Devozione

### La statua della Madonna di Rupecava

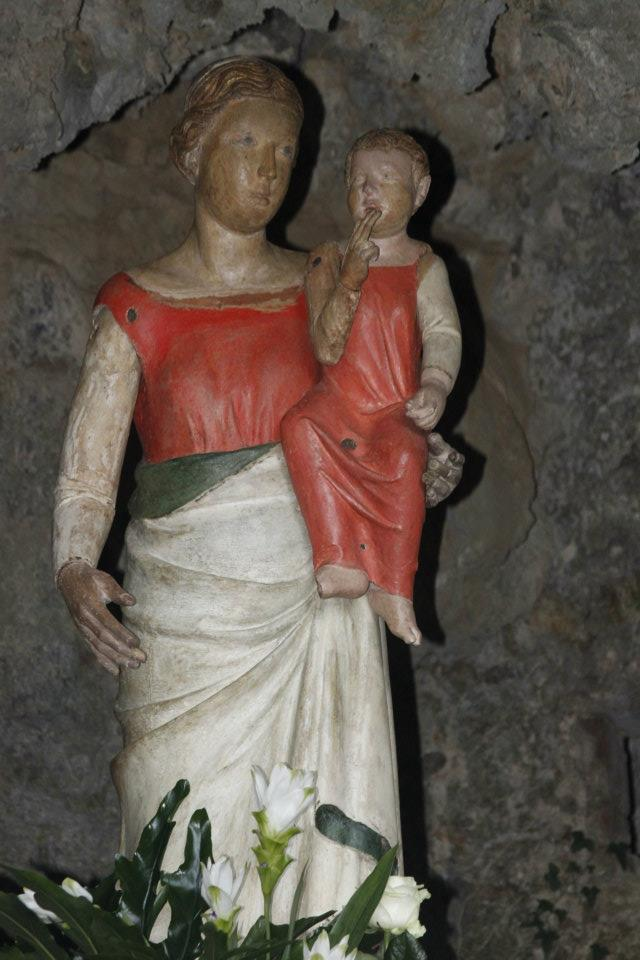
Madonna di Rupecava, Andrea Pisano, XIV sec.

Nella chiesa era conservata anche una preziosa statua lignea, a grandezza naturale, raffigurante la Vergine col Bambino (conosciuta come "Madonna di Rupecava"). L'opera è stata datata attorno al 1340 e attribuita al celebre scultore Andrea Pisano a seguito del restauro eseguito nel 2000, che ha riportato alla luce i colori originali. Per anni, infatti, la statua è rimasta coperta da una tinteggiatura accesa e non aderente all'originale, opera dei fedeli locali che speravano così di preservarla dalle incurie del tempo.
Oggi la Madonna è stata ricollocata nella pieve di Ripafratta, dove è custodita ed esposta alla venerazione dei fedeli.

### L'8 settembre
L'8 settembre, giorno in cui la Chiesa cattolica celebra la natività della Beata Vergine Maria, è la principale ricorrenza legata a Rupecava. All'eremo si tengono varie messe, con la partecipazione di un gran numero di sacerdoti e fedeli. Il culto della Madonna di Rupecava è infatti diffuso in tutta la bassa Valdiserchio, fino a Pisa e Lucca.

### La festa del voto
Il 14 agosto di ogni anno, a Rupecava, la popolazione di Ripafratta partecipa ad una funzione (in origine era una lunga processione dal paese all'eremo), come ex voto. Il 14 agosto 1846, infatti, un terremoto di grandi proporzioni colpì questa zona della Toscana, radendo al suolo interi paesi e facendo numerose vittime. Anche Ripafratta fu gravemente provata: molte case furono lesionate e persino la sua piccola e antica pieve romanica dovette essere abbattuta per i gravi danni che aveva subito. Tuttavia non si registrò, a differenza di altre località, neppure una vittima. In segno di devozione, quindi, la gente di Ripafratta fece voto di salire in processione al santuario, ogni anno il 14 agosto, e cantare il "Te Deum" di ringraziamento alle 13, ora del terremoto. I ripafrattesi dell'800 composero anche una laude, a tutt'oggi cantata in occasione della "Festa del voto", che narra il prodigio attribuito alla Madonna di Rupecava. Giovanni Paolo Benotto, attuale arcivescovo di Pisa ed originario di Ripafratta, ha scritto in proposito: "Una laude trasmessa oralmente per generazioni e che agli inizi degli anni '50 il pievano di Ripafratta don Mario Maracich trascrisse dalla viva voce di una anziana donna del popolo, che fin da bambina l'aveva cantata salendo a Rupecava il 14 agosto. Una laude che non ha certo pretese letterarie, ma che testimonia ancora una volta la devozione verso la Madonna dell'antico eremo". Nonostante la semplicità, le immagini che affiorano dal testo sono d'impatto. Si va dallo scenario apocalittico della prima strofa ("D'insolito fragore scossa tremò la terra" è il verso più famoso), al Dio che "col suo divino sdegno a sterminarci acceso già il braccio avea disteso"; ma tutto si stempera nella figura di Maria che trattiene il braccio all'Onnipotente ("l'orribile periglio al tuo parlar cessò") e che "sotto il suo bel manto ci accolse e ci salvò".
scossa tremò la terra
gravida in sé sotterra
schiudendo i suoi vapor.
Lode a Maria che volse
in allegrezza il pianto
e sotto al suo bel manto
ci accolse e ci salvò.»
(Anonimo, Laude a Maria SS. di Rupecava, 1846)

### La Festa di "Santa Maria dal Fosso in su"
Il complesso è dedicato alla Madonna sotto il titolo di Santa Maria ad Martyres, la cui festività si celebrerebbe il 13 maggio, anniversario della consacrazione del Pantheon alla Madonna Regina dei Martiri. I frati agostiniani di Rupecava, però, cambiarono data di riferimento, trasferendola all'8 settembre. La ricorrenza del 13 maggio rimase comunque viva nella fede popolare come "Festa di Santa Maria dal Fosso in su", proprio perché veniva ricordata con una processione dalle comunità più vicine al fosso Macinante, ovvero Ripafratta, Pugnano, Molina di Quosa, Rigoli e Corliano. Nell'archivio parrocchiale della pieve di Pugnano sono stati trovati documenti che attestano quanto questa antica festa fosse ancora celebrata nel 1780.